# Otto Stark
Otto Stark (Indianapolis, 1859–1926) foi um pintor impressionista americano.
Manteve-se ativo como artista até à sua morte em 1926. Exibiu as suas obras em Chicago (1894), Omaha (1898), St. Louis (1904), Buenos Aires (1910), e São Francisco (1915) assim como em exibições locais e regionais.[carece de fontes?]
Em 1891, sua esposa faleceu, deixando quatro crianças nos cuidados do pintor. Apesar da perda, Stark continuou trabalhando como litógrafo na cidade de Cincinnati até retornar aos trabalhos de pintor no ano de 1894 ao abrir um estúdio em Indianapolis. De 1905 até 1919, Otto Stark ensinou arte na Manual High School, também localizada em Indianapolis. 